# Liljeborgia eurycradus
Liljeborgia eurycradus is een vlokreeftensoort uit de familie van de Liljeborgiidae. De wetenschappelijke naam van de soort is voor het eerst geldig gepubliceerd in 1974 door Thurston.